# 鈴夏ゆらん
鈴夏 ゆらん（すずか ゆらん、1987年1月21日 - ）は、日本の元AV女優（ファイブプロモーション所属）。
神奈川県出身。血液型:A型。身長:161cm。スリーサイズ:B85(D-65)・W59・H86。
2009年に「椎奈つばめ」の名前でAV女優の活動を再開した。

## 略歴・人物
『ベッピンスクール』（英知出版）や『ホイップ』（コアマガジン）などのグラビア雑誌で人気を博した後、2005年12月にAVデビュー。
2006年9月には『初セル』（MOODYZ）でセルデビュー。
2007年5月17日の公式ブログ（現在は閉鎖）で、「今後、鈴夏ゆらんとしての活動はしない」と引退を発表した。
2009年より「椎奈つばめ（しいな つばめ、“椎名”の表記もある）」としてAV女優に復帰。また「北川優（きたがわ ゆう）」名義でイメージビデオにも出演している。

## 出演作品

### 鈴夏ゆらん 名義

#### イメージビデオ
- 萌えパン 〜直穿きパンティ付き1000枚限定DVD〜 （2005年11月9日、メディアクライス）

#### アダルトビデオ
- 妖精物語 （2005年12月24日、宇宙企画） ※デビュー作
- melody 夢みたいな甘いキッスを （2006年2月10日、宇宙企画）
- 妹の制服萌え （2006年4月21日、宇宙企画）
- バーチャルFUCK 鈴夏ゆらんとしようよ♥ （2006年5月19日、宇宙企画）
- 萌えメイド （2006年6月23日、宇宙企画）
- ぼくのペット （2006年7月28日、宇宙企画）
- ベストセレクション （2006年8月25日、宇宙企画） ※総集編
- 初セル （2006年9月13日、MOODYZ）
- ハイパーデジタルモザイク Vol.041 （2006年10月13日、MOODYZ）
- ハイスクール乱交白書 （2006年11月13日、MOODYZ）
- 極太FUCK （2006年12月13日、MOODYZ）
- バス痴漢 （2007年1月13日、MOODYZ）
- イラマチオ奴隷 （2007年2月13日、MOODYZ）
- 美女と制服 DRESSGRAPH 11 （2009年5月1日、グラフィス）…オムニバス作品 ※アダルトサイト『PORNOGRAPH DRESSGRAPH YURAN』を収録

### 椎奈つばめ 名義

#### アダルトビデオ
- Street Snap 05 （2009年9月10日、フルセイル） ※名義なし
- 南の楽園で見つけた島一番カワイイあの子と灼熱の太陽よりも熱いSEXがしたい!! （2009年10月22日、SODクリエイト） ※「しーちゃん」名義
- 羞恥! 県大会優勝の現役テニス少女がデビューから衝撃の露出FUCK!（2009年11月5日、サディスティックヴィレッジ）
- 羞恥! テニス歴10年の美少女が衝撃の露出FUCK!（2009年12月5日、サディスティックヴィレッジ）
- ノーパン High School （2009年12月13日、マルクス兄弟）
- 友達の彼女、輪姦しました。「ユリカを、マワシた」（2010年1月4日、GLAY'z） ※「ユリカ」名義
- 究極のレズキス （2010年1月21日、）…オムニバス作品
- と～っても可愛いメガネ妹の乳首舐めと手コキ （2010年2月1日、ワンズファクトリー）…オムニバス作品
- Men's コンビニエンス 4 ≪性感エステ:オイルマッサージ≫ （2010年2月3日、GLAY'z）…オムニバス作品
- 微乳パラダイス 〜究極ぺったんこ娘〜 （2010年2月19日、ROOKIE）
- 目指せ! 川崎! 素人千人斬り! 〜残り948人/1000人〜 （2010年4月1日、チーム川崎）…オムニバス作品
- 憑依変身ヒロイン フロンティア奴隷化計画 （2010年4月23日、GIGA）

### 北川優 名義

#### イメージビデオ
- ギリグラ!! 桃色領域 （2009年10月15日、グラッツコーポレーション）